# Tataki

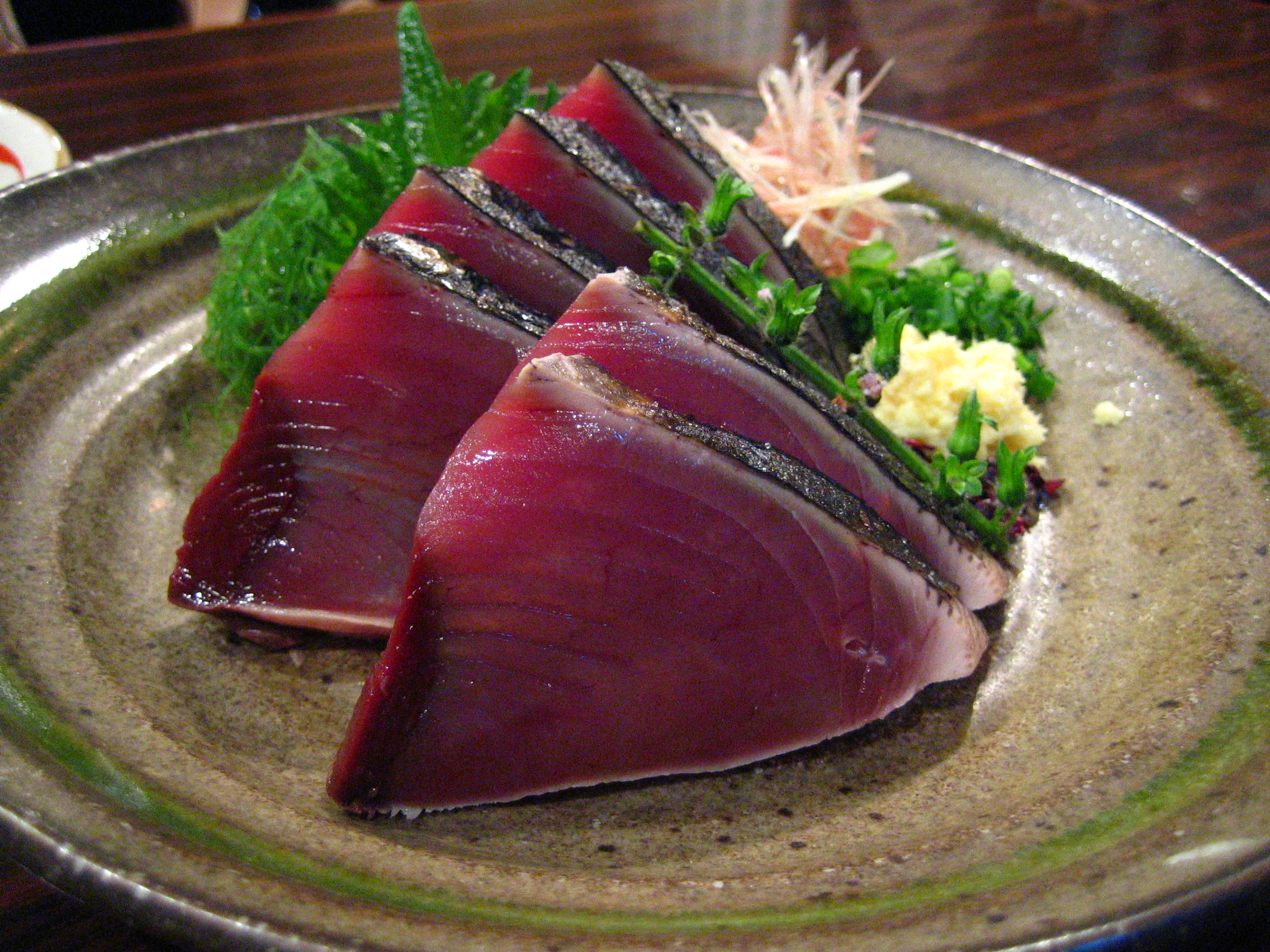
Tataki làm từ cá ngừ vằn. (カツオのたたき, katsuo no tataki)

Tataki và Tosa-mi là hai phương pháp chế biến cá/thịt trong ẩm thực Nhật Bản. Trong tiếng Nhật, tataki (たたき tataki)  có nghĩa là "đập" hoặc "băm thức ăn thành nhiều mảnh".

## Các phương pháp

### Phương pháp dùng nhiệt
Trong phương pháp tataki thứ nhất, thịt hoặc cá sẽ được nướng sơ qua trên ngọn lửa nóng hoặc trong chảo, và có thể được ướp sơ qua trong giấm, thái lát mỏng và nêm gia vị bằng gừng được xay hoặc giã thành bột nhão. Thức ăn được chế biến như vậy cũng có thể được phục vụ và thưởng thức giống sashimi với nước tương và các món trang trí.
Phương pháp chế biến món ăn này bắt nguồn từ tỉnh Tosa, nay là một phần của tỉnh Kōchi, nơi phương pháp này được áp dụng cho món cá ngừ (katsuo-no-tataki). Truyền thuyết kể rằng phương pháp nấu ăn này đã được phát triển bởi Sakamoto Ryōma, một samurai nổi tiếng sống vào thế kỷ 19, người đã học hỏi được kỹ thuật nướng thịt của người châu Âu từ những người nước ngoài cư trú ở Nagasaki.

### Phương pháp không dùng nhiệt
Trong phương pháp tataki thứ hai này, thức ăn sẽ được "cắt thành từng miếng". Các loại cá như cá ngừ hoặc cá thu ngựa được cắt nhỏ và trộn với các loại gia vị như tỏi, gừng, hành lá hoặc lá shiso . Có thể rưới nước tương lên hỗn hợp thức ăn đã cắt nhỏ trước khi ăn.